# Plastiki-expeditie

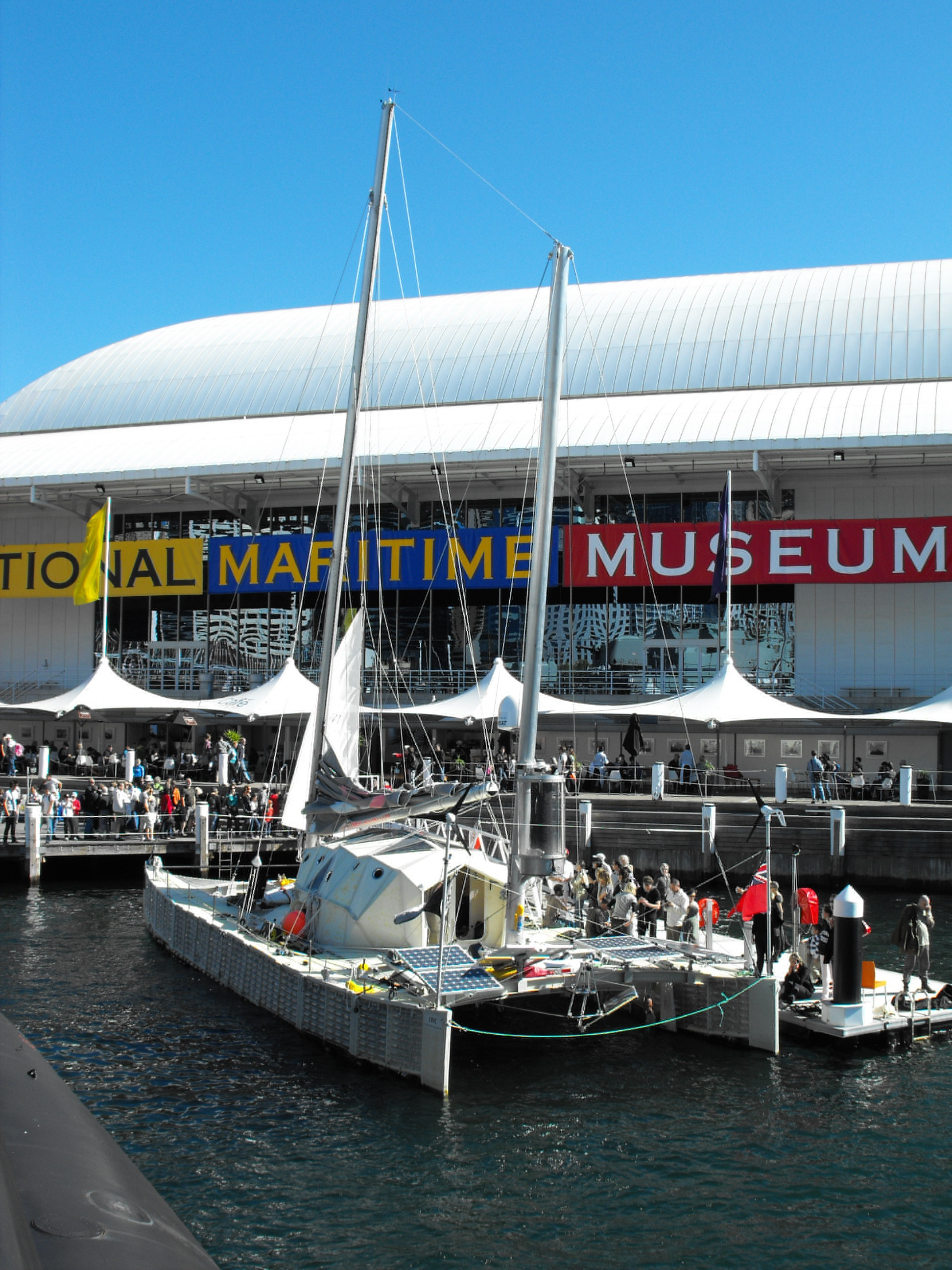
Plastiki te kijk voor iedereen bij het Australisch Nationaal Maritiem Museum na de overtocht.

De Plastiki-expeditie was een actie van de oprichter van Adventure Ecology, David Mayer de Rothschild. De bedoeling was een spectaculaire zeiltocht met een vaartuig dat het midden hield tussen een vlot en een catamaran, gemaakt van lege plasticflessen en ander afval. Met dit vaartuig werd in 2010 de Grote Oceaan overgestoken van San Francisco naar Sydney. David liet zich daarbij inspireren door zowel de Kontiki-expeditie uit 1947 als het rapport van de UNEP uit 2006 over de zorgelijke toestand van de open oceanen buiten de territoriale wateren van landen (95% van de wereldzeeën).

## Doeleinden
Het doel was om de aandacht te vestigen op de vervuiling van de oceanen. Een hoog percentage van de vervuiling van het oceaanwater is afkomstig van afvalplastic, een bekend voorbeeld is de zogenaamde plasticsoep. De expeditie wilde duidelijk maken dat duizenden kilometers van menselijke bewoning, alledaags afval zoals plastic zakjes en bakjes ronddobberen en daarnaast een enorme hoeveelheid met het blote oog onzichtbare deeltjes kunststof. Uit onderzoek blijkt dat zeker 260 diersoorten negatief beïnvloed worden door plastic. Het gaat daarbij zowel om rommel ter grootte van visnetten waarin dieren verstrikt raken als plastic afval in middelgrote tot kleine deeltjes die worden aangetroffen in de magen van zeevogels, zeeschildpadden, zeezoogdieren en planktonetende vis.
Door gebruik te maken van afval wil de expeditie laten zien dat afval altijd kan worden hergebruikt en dat systemen die afval produceren dat niet kan worden hergebruik, falende systemen zijn. De expeditie was ook bedoeld om mensen uit diverse disciplines te laten samenwerken in één project en daardoor de deelnemers te stimuleren om nieuwsgierig te blijven en bereid tot samenwerken om zo te komen tot andere visies, nieuwe vaardigheden, opvattingen en organisaties.

## Het vaartuig
- Het vaartuig was gebouwd volgens de cradle-to-cradlefilosofie. Verder het resultaat van multidisciplinair samenwerken van scheepvaartdeskundigen, scheepsbouwers, experts en ontwerpers op het gebied van duurzaamheid en werken met duurzame materialen.
- Het drijfvermogen werd voor 68% gerealiseerd door 12.500 petflessen, gevat in een structuur van een verbeterde variant van pet
- De mast was een afgedankte aluminium irrigatiepijp
- Het zeil was van met de hand gemaakt van textiel uit petvezels
- Er is gebruikgemaakt van lijm waarvan de grondstoffen afkomstig waren uit suikerriet en cashwenoten.
- Het vaartuig zat vol apparaten die duurzaam energie en biomassa konden produceren zoals zonnepanelen, windturbines, per fiets aangedreven elektriciteitsgenerator, een waterzuiveringsysteem, een groentetuin en een regenwateropvangsysteem.

## De reis
De reis werd afgelegd in vier etappes:
1. Van San Francisco naar Kiribati (Oceanië)
2. Van Kiribati naar West-Samoa
3. Van Samoa naar Nieuw Caledonië
4. Van Nieuw Caledonië naar de oostkust van Australië

De Plastiki vertrok op 20 maart 2010 uit San Francisco en kwam op 26 juli aan in Sydney. De reis duurde 128 dagen en er werden 8000 zeemijlen afgelegd (15.000 km), dus de gemiddelde snelheid was 4,8 km per uur (Kon-Tiki 2,9 km/u)

## Bemanning
Tijdens iedere etappe waren er zes mensen aan boord. In totaal namen tien mensen aan de expeditie deel: 
- David Mayer de Rothschild (Expeditieleider). David is een lid van de familie Rothschild. David is een avonturier en een milieuactivist en hoofd van Adventure Ecology, een organisatie die meer bijzondere en opvallende acties onderneemt die tot doel hebben een groot publiek bewust te maken voor het milieu en de gevaren van klimaatverandering.
- Jo Royle (Schipper) en David Thomson (tweede schipper),
- Graham Hill (milieuactivist)
- Olav Heyerdahl (kleinzoon van Thor Heyerdahl)
- Matthew Grey (coördinator)
- Luca Babini (Fotograaf)
- Vern Moen (cineast)
- Max Jourdan en Singeli Agnew (cineasten voor National Geographic).

Sommige bemanningsleden wisselden elkaar dus af, zoals Olav Heyerdahl, die maar gedeelte van de reis meemaakte.

## Biodiversiteit
Schipper Jo Royle vertelde na de reis dat ze verbaasd was over het gebrek aan dierenleven op de Grote Oceaan. Thor Heyerdahl gaf in 1947 levendige beschrijvingen van haaien en andere vissoorten die het Kontikivlot volgden. De bemanning observeerde en ving enorme hoeveelheden vis. Jo zag in 2010 tijdens die vier maanden midden op de oceaan vier dolfijnen en drie grienden (walvissen). Jo is echter geen bioloog en de route van de Plastiki was niet precies dezelfde als die van de Kon-Tiki uit 1947.